# St. Nicolas British Cemetery
St. Nicolas British Cemetery is een Britse militaire begraafplaats met gesneuvelden uit de gelegen in de Eerste Wereldoorlog, gelegen in de Franse gemeente Saint-Nicolas (Pas-de-Calais). De begraafplaats werd ontworpen door Reginald Blomfield en ligt aan de Voie des Croix, achter de bebouwde percelen, op 450 m ten westen van het centrum (gemeentehuis). Het terrein heeft een rechthoekig grondplan met een oppervlakte van 1.170 m² en wordt omsloten door een natuurstenen muur. Een metalen hekje sluit de begraafplaats af. Het Cross of Sacrifice staat in de westelijke hoek vlak bij de ingang.
Er liggen 364 doden begraven waaronder 4 niet geïdentificeerde.
De begraafplaats wordt onderhouden door de Commonwealth War Graves Commission.

## Geschiedenis
Vanaf maart 1916 tot aan de wapenstilstand werd het dorp St. Nicolas bezet door Britse troepen maar gedurende een groot deel van die tijd lag het binnen bereik van de Duitse artillerie. De begraafplaats werd aangelegd in maart 1917 en werd gebruikt door verschillende divisies en veldhopitalen die er waren gestationeerd.
Onder de geïdentificeerde slachtoffers zijn er 347 Britten, 9 Zuid-Afrikanen, 3 Canadezen en 2 Australiërs.

## Graven

### Onderscheiden militairen
- Frank Albert Symons, kolonel bij het Royal Army Medical Corps werd onderscheiden met de Order of St Michael and St George en de Distinghuished Service Order (CMG, DSO).
- E.M. Cunningham, kapitein bij de Duke of Wellington's (West Riding Regiment) en A.C. Baxter, luitenant bij de Cameronians (Scottish Rifles) werden onderscheiden met het Military Cross (MC).
- John Stuart MacMurchie, sergeant bij de Black Watch (Royal Highlanders) werd onderscheiden met de Distinguished Conduct Medal en tweemaal met de Military Medal (DCM, MM and Bar).
- William Henry Dickinson, compagnie sergeant-majoor bij het West Yorkshire Regiment (Prince of Wales's Own) en H. Duckers, compagnie sergeant-majoor bij de Lancashire Fusiliers werden onderscheiden met de Distinguished Conduct Medal (DCM).
- sergeant John Forbes, kanonnier S. Culley en soldaat M. Laird werden onderscheiden met de Military Medal (MM).

### Minderjarige militair
- J.W. Speedy, soldaat bij de Black Watch (Royal Highlanders) was 17 jaar toen hij op 19 mei 1917 sneuvelde.

### Gefusilleerde militairen
- de soldaten Norman Henry Taysum (25 jaar) en Thomas Ward (23 jaar) werden wegens desertie op 16 oktober 1917 gefusilleerd.[1] Soldaat Hector Dalande werd om dezelfde reden op 9 maart 1918 gefusilleerd.
- soldaat James Stark Adamson (30 jaar) werd wegens lafheid op 23 november 1917 gefusilleerd .